# Castricià
Sant Castricià, en llatí Castritianus, fou bisbe de Milà al segle iii. És venerat com sant per l'Església Catòlica, i la seva festa se celebra l'1 de desembre.

## Hagiografia
No se sap gairebé res de la seva vida i el seu episcopat, tret que fou bisbe de Milà a mitjan segle iii, i que el seu cos fou enterrat al cementiri a l'àrea de la Porta Romana, no lluny de l'actual basílica de Sant Calimero. Les seves relíquies foren traslladades més tard a l'interior de l'església de San Giovanni in Conca, que fou destruïda entre els segles XIX i XX.
A texts medievals, com a Historia Dataria del segle xi, s'afegeixen detalls biogràfics que són considerats llegendaris. Entre aquestes tradicions llegendàries, n'hi ha una que diu que el seu episcopat va durar 41 anys durant el regnat de l'emperador Domicià de l'any 97 i que va poder morir l'any 138. També llegendària és la consagració de casa seva com església, donada per un tal Felip, tot i que els historiadors moderns, basats en documents del segle iv, consideren com probable l'existència primerenca d'una església en aquesta casa, amb un jardí entre Porta Ticinese i Porta Magenta.